# Helioctamenus pardoi
Helioctamenus pardoi es una especie de coleóptero de la familia Zopheridae.

## Distribución geográfica
Habita en Marruecos.